# Alena Kašová
Alena Bardoňová, coniugata Kašová e, successivamente, Uberalová (Nitra, 6 marzo 1960), è un'ex cestista cecoslovacca, dal 1993 slovacca.

## Carriera
Con i Cecoslovacchia ha disputato i Giochi olimpici di Seul 1988.